# پشت بهر
پشت بهر، روستایی از توابع بخش اشکنان شهرستان لامرد در استان فارس ایران است. طبق آمار اعلامی در سال ۱۳۹۵، این روستا کمتر از سه خانوار جمعیت دارد.

## جمعیت
این روستا در دهستان اشکنان قرار دارد و بر اساس سرشماری مرکز آمار ایران در سال ۱۳۸۵، جمعیت آن زیر سه خانوار بوده‌است.